# Drosophila pennae
Drosophila pennae är en tvåvingeart som beskrevs av Bock och Wheeler 1972. Drosophila pennae ingår i släktet Drosophila och familjen daggflugor.
Artens utbredningsområde är Nya Guinea.